# Olsztyńskie Dni Nauki

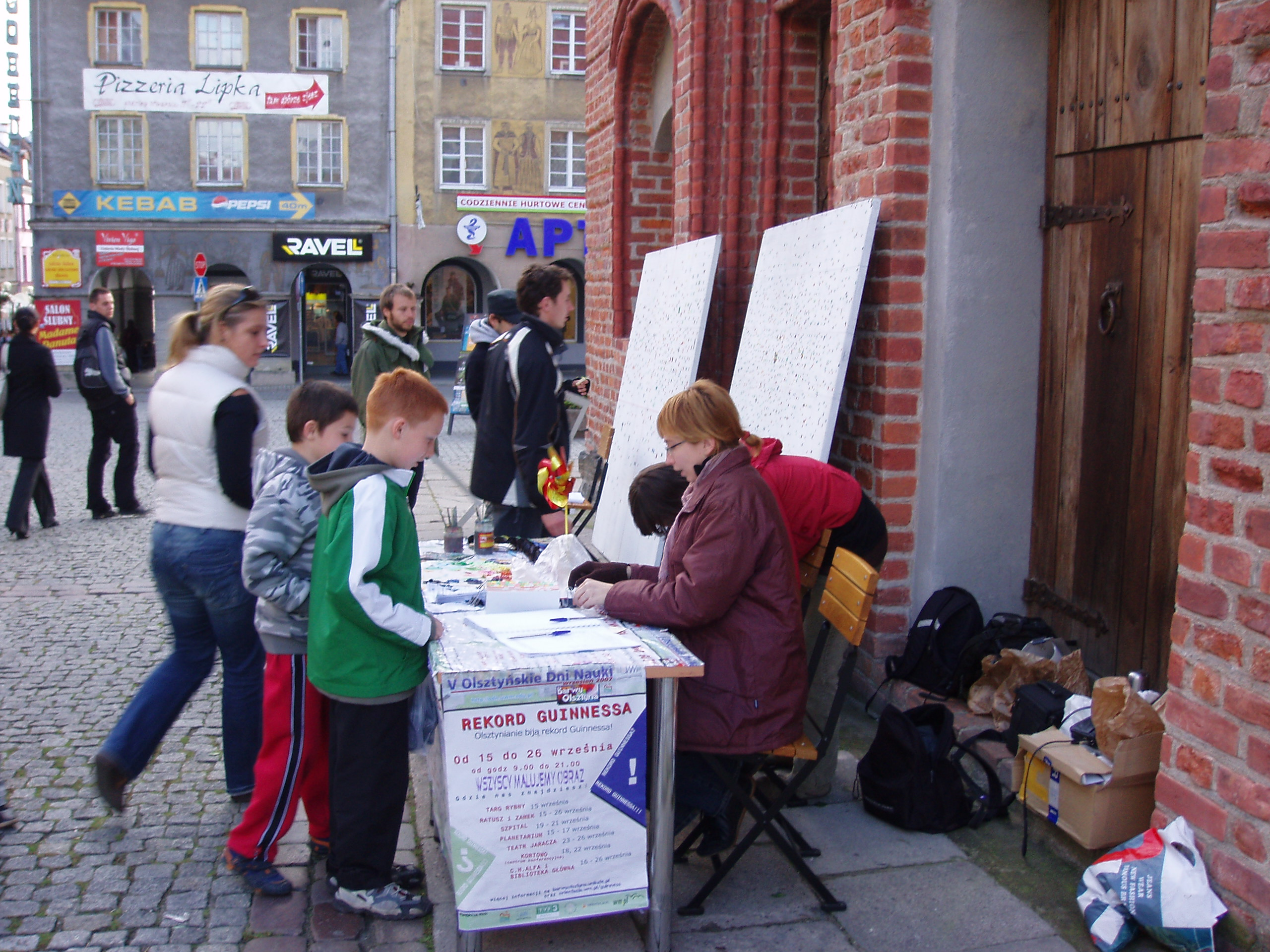
Malowanie na starówce (bicie rekordu Guinnessa, V Olsztyńskie Dni Nauki, wrzesień 2007

Olsztyńskie Dni Nauki - przedsięwzięcie popularyzujące naukę, realizowane corocznie we wrześniu w Olsztynie, od 2003 roku, z inicjatywy Ministerstwa Nauki, jako jedna z wielu imprez odbywających się w ośrodkach akademickich na terenie całego kraju. W Olsztynie głównym organizatorem jest Uniwersytet Warmińsko-Mazurski w Olsztynie. Do współorganizacji włączają się inne uczelnie i placówki naukowe z Olsztyna i regionu.
W ramach Olsztyńskich Dni Nauki odbywają się wykłady, pokazy, prezentacje, konkursy, udostępniane są do zwiedzania laboratoria itd.
Olsztyńskie Dni Nauki nawiązują do wcześniej organizowanych pikników naukowych i festiwali w innych ośrodkach akademickich (np. organizowany w Warszawie przez Polskie Radio Bis.

## 2007
W roku 2007 V Olsztyńskie Dni nauki trwały od 9 do 26 września i zorganizowane zostały przez ponad 10 instytucji (nie licząc głównego organizatora - UWM w Olsztynie). Łącznie czynny udział wzięło w imprezach co najmniej 30 tysięcy uczestników, w tym ok. 27 tys. w malowaniu obrazu ("Barwy Olsztyna" - pobity został rekord Guinnessa, wcześniej ustanowiony przez Amerykanów). Poza bezpośrednim uczestnictwem, treści informacyjne i edukacyjne docierały do mieszkańców regionu za pośrednictwem lokalnej i regionalnej prasy, radia i telewizji. W konsekwencji Olsztyńskie Dni Nauki dotarły w mniejszym lub większym zakresie do co najmniej kilkudziesięciu (lub nawet kilkuset) tysięcy osób.
Do najważniejszych imprez zorganizowanych w 2007 r. należały wykłady i pokazy naukowe w miasteczku akademickim Kortowie i piknik naukowy na olsztyńskiej Starówce, Regionalna Wystawa Innowacyjności na UWM, pokaz zatytułowany „Królowie Nocy" w planetarium przedstawiający m.in. niekonwencjonalny wykład o "ekologii smoków", wystawa meteorytów "kamienie z nieba" oraz wystawa "poczet chorób królów i książąt polskich", zaprezentowana w szpitalu wojewódzkim. Wystawa ta w styczniu 2009 pokazywane będzie w Muzeum Na Woli w Warszawie. Olsztyńskie Dni Nauki w 2007 r. wypełniały także imprezy nietypowe, takiej jak rajd rowerowy po okolicach Olsztyna połączony z wykładem w plenerze, tematycznie związanym z antropogenicznymi zmianami w krajobrazie i w przyrodzie na przestrzeni wieków.

## 2008

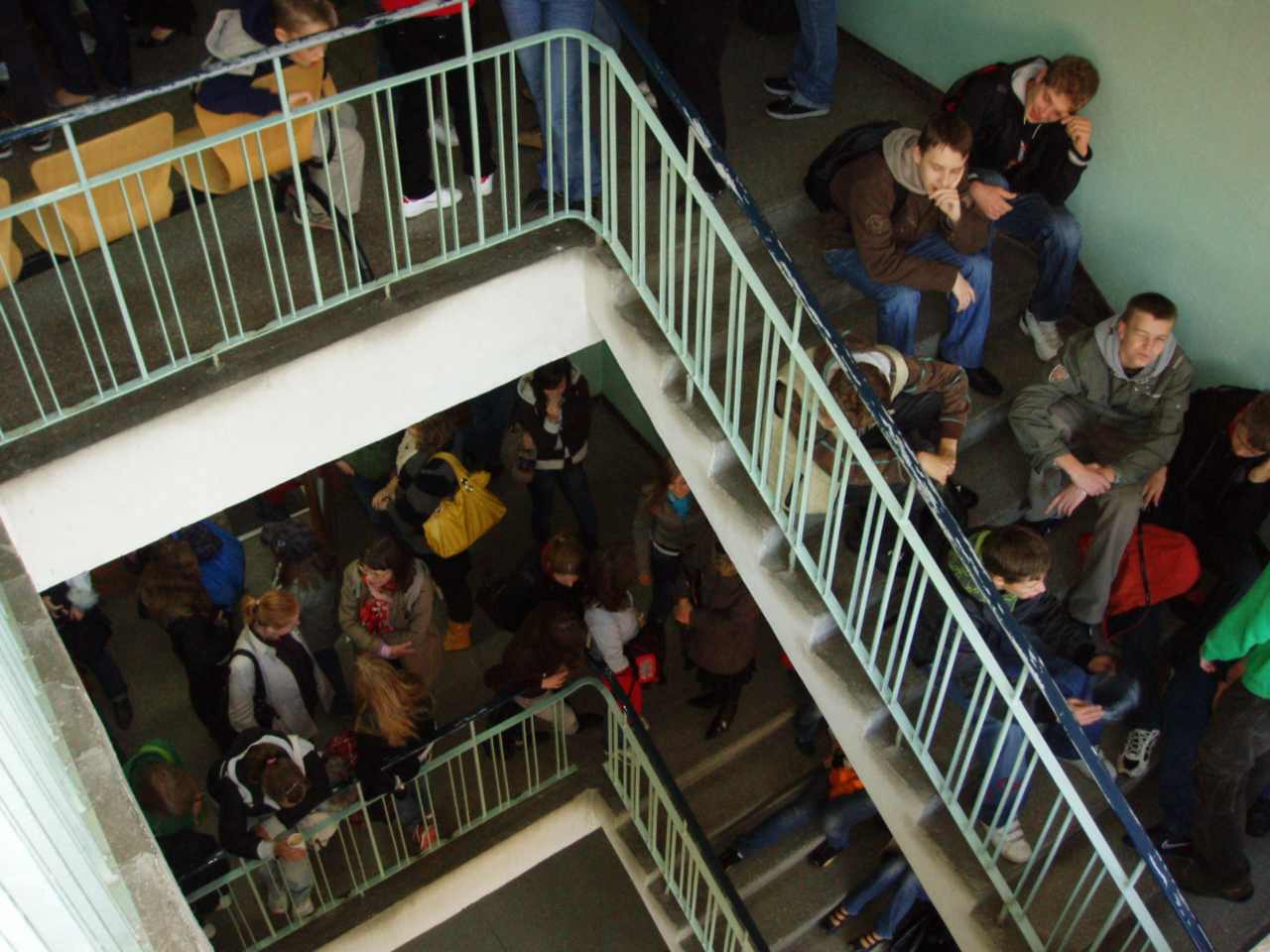
VI Olsztyńskie Dni Nauki, 24 września, w kolejce do laboratoriów na pokazy"

W roku 2008 VI Olsztyńskie Dni Nauki dołączyły do europejskiego projektu Noc Naukowców. Odbywać się będą w dniach 22-26 września.
Od pierwszego września codziennie w dni robocze, do 26 września Radio Olsztyn emitowało kilkuminutową audycję "Radiowa Akademia Nauk", jako jedną z wielu imprez przygotowanych na VI Olsztyńskie Dni Nauki i europejską Noc Naukowców 2008.

## 2009
W roku 2009 impreza przebiega pod nazwą "VII Olsztyńskie Dni Nauki i Sztuki", w dniach 21-25 września.